# 博蒙迪旺图
博蒙迪旺图（法語：Beaumont-du-Ventoux，法語發音：[bomɔ̃ dy vɑ̃tu]）是法国普罗旺斯-阿尔卑斯-蓝色海岸大区沃克吕兹省的一个市镇，属于卡庞特拉区。

## 地理
博蒙迪旺图（44°10'57"N, 5°9'57"E）面积28.16 平方千米，位于法国普罗旺斯-阿尔卑斯-蓝色海岸大区沃克吕兹省，该省份为法国东南部内陆省份，北起德龙省，西北接阿尔代什省，西接加尔省，南至罗讷河口省，东南角与瓦尔省接壤，东临上普罗旺斯阿尔卑斯省。
与博蒙迪旺图接壤的市镇（或旧市镇、城区）包括：贝端、马洛塞讷、圣莱热迪旺图。

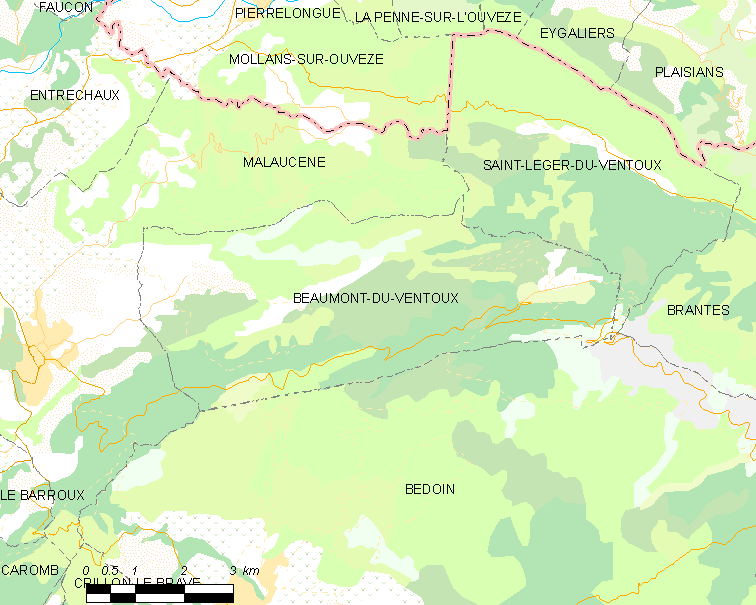
博蒙迪旺图的OSM定位图

博蒙迪旺图的时区为UTC+01:00、UTC+02:00（夏令时）。

## 行政
博蒙迪旺图的邮政编码为84340，INSEE市镇编码为84015。

## 政治
博蒙迪旺图所属的省级选区为韦松拉罗迈讷县。

## 人口

1962-2008年间博蒙迪旺图人口变化图示

博蒙迪旺图于2022年1月1日时的人口数量为307人。